# 방유령
방유녕(方有寧, 1460년 10월 30일∼ 1529년 2월 24일)은 조선의 문신이다. 본관은 온양(溫陽). 자는 태화(太和), 호는 무기당(無期堂)·주탄(舟灘), 시호(諡號)는 문절(文節)이다.
1489년(성종 20) 식년 문과에 급제하여 청환직(淸宦職)을 역임하다가, 1504년(연산군 10) 갑자사화 때 파직되었으나, 이듬해 사헌부 집의(執義)로 다시 등용되었고, 1512년(중종 7) 좌부승지(左副承旨)에 올랐다. 1515년 대사간, 1517년 공조참판, 대사헌을 거쳐, 1518년 성절사(聖節使)로 명나라에 다녀온 후 한성부 우윤(漢城府右尹)이 되었다. 1519년 이조참판과 병조참판(參判)을 역임하고, 1520년 병조판서(兵曹判書)에 이르렀다. 1523년 경상도관찰사를 지내고, 1524년 동지성균관사(同知成均館事)가 되었다.

## 생애
1460년(세조 6년) 음력 10월 30일에 아버지 방중지(方仲止)와 어머니 남평 문씨(南平文氏) 사이에서 태어났다. 고조부는 정3품 예빈시 정(禮賓寺正)을 지낸 방윤룡(方允龍)이고, 증조할아버지는 중랑장(中郞將) 방을상(方乙祥)이며, 할아버지는 증(贈) 형조참의 방사우(方思友), 아버지는 증(贈) 병조참판 방중지(方仲止)이다. 외할아버지 봉례랑(奉禮郎) 문승도(文承道)는 고려 권판상서이부사(權判尙書吏部事) 문극겸(文克謙)의 후손이다.
방유령은 김종직(金宗直)의 문인이다. 1486년(조선 성종 17년) 사마시에 오르고, 1489년 식년 문과에 병과로 급제하여 청환(淸宦)에 있다가 1504년(연산군 10) 갑자사화로 파직당하였으나, 1505년 4월 사헌부집의(司憲府執義)로 등용되었다.
1506년(중종 1년) 11월 통정대부(通政大夫)에 올라 제주 목사(濟州牧使)가 되었으며, 돌아와서는 함경남도 병마절도사가 되었다.
1512년 8월 좌부승지가 되고, 1515년 대사헌(大司憲)에 올랐다.
1516년(중종 11년) 2월 10일 사간원 대사간(大司諫)에 제수되었다. 대사간 재임 시절 재변의 발생과 더불어 올바른 정사에 대해 건의하였고, 5월 29일에는 대사헌 조원기와 함께 팔조소(八條疏)를 올렸다. 팔조소의 내용은 "첫째 임금의 덕을 닦을 것, 둘째 내치(內治)를 엄하게 할 것, 셋째 원자(元子)를 보양(保養)할 것, 넷째 학교를 흥기시킬 것, 다섯째 사정(邪正)을 가릴 것, 여섯째 간쟁을 받아들일 것, 일곱째 내수사의 장리를 없앨 것, 여덟째 기신재를 폐지할 것" 등이었다.
1516년 6월 이조참판(吏曹參議)이 되고, 1517년(중종 12년) 승정원(承政院) 좌승지(左承旨), 공조참판(工曹參判)을 거쳐, 같은 해 8월 22일 가선대부(嘉善大夫)에 올라 대사헌(大司憲)이 되자 신진(新進)들의 탄핵을 받았다. 당초에 김응기(金應箕)가 우의정이 되자 사헌부에서 탄핵하려 할 때 방유녕이 대사헌 최숙생(崔淑生)에게 말하기를, “김응기를 탄핵하는 것은 불가하다.” 하자 최숙생이 중지시키려 하니, 신진들이 최숙생을 탄핵하였고 방유녕이 후임이 되자 방유녕까지 탄핵하게 된 것이다.
방유녕은 훈구파이면서 사림파를 두둔하였다. 사헌부에 있을 때 조광조(趙光祖)를 제거하려는 일파에 가담하기도 했다.
1518년(중종 13) 7월 성절사(聖節使)로 질정관(質正官) 최세진(崔世珍), 서장관(書狀官) 한충로(韓忠盧) 등과 함께 표문(表文)을 받들고 명나라 북경에 다녀왔다.
1518년 12월 한성부 우윤(漢城府右尹)에 제수되었다.
1519년 6월 29일 병조참판에 임명되었다. 1520년 병조판서에 특차되었으나 신진사류의 탄핵으로 병조참판으로 잉임(仍任)되었고, 1522년 군기(軍機)를 중요하게 여기지 않는다는 이유로 탄핵을 받기도 하였다. 무려 5년 동안 병조참판을 지냈다.
1523년 경상도관찰사가 되었다. 경상도 감사 재임 시절 "성주목사(星州牧使) 이현보(李賢輔)는 마음을 공정하고 청렴하게 지키고 직사(職事)를 부지런하고 삼가서 다스린다."고 장계(狀啓)하여, 이현보에게 향표리(鄕表裏)를 내리게 하였다.
1524년 동지성균관사(同知成均館事)가 되었다.
1525년(중종 20년) 2월 13일 특진관(特進官)으로서 석강에서 유생들의 면학 자세가 해이함을 지적하였다. “지난날에 유생들이 치심(治心)하는 학문을 한다고 핑계하고 으레 독서(讀書)를 하지 않았으니, 모름지기 선비를 뽑을 때에 매양 조종조의 예처럼 강경(講經)을 하게 함이 합당합니다.”하니, 왕이 이르기를, “과연 별시(別試) 때에 반드시 강경을 하도록 한다면 자연히 독서하게 될 것이다. 그러나 사장이 부지런히 가르친다면 유생들을 학문에 부지런하게 할 수 있을 것이다.” 하였다.
1528년 9월 3일 지중추부사 윤은보(尹殷輔)·이자견(李自堅)·황맹헌(黃孟獻), 동지중추부사(同知中樞府事) 김석철(金錫哲)·윤탁(尹倬)·이권(李菤)·방윤(方輪)·이지방(李之芳)과 함께 백성을 노고하게 하는 일은 멈추어야 한다며 왕의 영릉 거둥을 반대하였다.
1529년(중종 24년) 2월 서울에서 경상도 합천(陜川)으로 귀빈(歸殯)하였고, 11월에 선영(先塋)인 우산(于山)의 자좌 오향(子坐午向)에 장사 지냈다. 신재(愼齋) 주세붕(周世鵬)이 찬하고 청송당(聽松堂) 성수침(成守琛)이 쓴 묘비가 세워졌다.
1590년 광국원종2등공신(光國原從二等功臣)으로 추증되었다.

## 가족 관계
방유녕은 온양 방씨 20세손이며, 온양 방씨 태상경공파(太常卿公派) 파조 군위군(軍威君) 방적(方迪)의 7대손이다.
- 조부 : 방사우(方思友) - 증 형조참의
- 조모 : 청주 한씨(淸州韓氏) 판관(判官) 한득봉(韓得鳳)의 딸
  - 부 : 방중지(方仲止) - 증 병조참판
- 외조부 : 문승도(文承道)
  - 모 : 남평 문씨
    - 부인 : 은진 송씨(宋氏)
      - 장녀 사위 : 八莒(팔거) 鄭씨 봉사(奉事) 정담(鄭霮)
      - 차녀 사위 : 黃씨 사인(士人) 황이형(黃李亨, 一云 利亨)
      - 삼녀 사위 : 豊川(풍천) 盧씨 진사(進士) 노희(盧禧)

    - 부인 : 상산 김씨(商山 金氏) 사직(司直) 김숙(金淑)의 딸 : 불육(不育)
    - 부인 : 광주 김씨(光州 金氏)
      - 아들 : 방충효(方忠孝)
      - 아들 : 방충신(方忠信)
      - 아들 : 방충경(方忠敬)
      - 사녀 : 현부인 온양 방씨(溫陽方氏)
      - 사녀 사위 : 전주 이씨(全州李氏) 송계군(松溪君) 이중숙(李仲叔) - 조선 4대왕 세종의 증손자

## 작품
- 함경도 북청도호부 宮室란 객관 동헌에 있는 방유녕의 시(客官 東軒 方有寧 詩)[15]

報國誠無盡    歸田計不成 / 국은에 보답하려는 정성이 모자라, 집으로 돌아가려는 계획 이루지 못하였네.
星星雙䰅換    耿耿寸心明 / 양볼의 수염은 희끗희끗하게 변하였어도, 조그만 이 마음은 밝아 있네.
官事何時了    羈愁與日生 / 관직을 어느 때나 마치려나, 타관살이 시름은 날로 생기는구나.
相逢談未足    南北又分行 / 서로 만나 이야기함도 부족했는데, 남북으로 또 나뉘어 가네.